# フセイン・モハンマド・エルシャド
フセイン・モハンマド・エルシャド(ベンガル語: হুসেইন মুহাম্মদ এরশাদ; 、1930年2月1日 - 2019年7月14日）は、バングラデシュの軍人、政治家。1983年から1990年まで大統領を務めた。

## 経歴
エルシャドは1930年2月1日、英領インドのクーチ・ビハール王国(現在のクーチ・ビハール県のディンハタに生まれた。
1948年にディンハタから東ベンガルに移住した後、ランプールのカーマイケル大学で学んだ。彼は後の1950年、ダッカ大学を卒業した。
エルシャドは1952年にコハトの将校訓練学校からパキスタン軍に就役した。最終階級は中将。
1982年のクーデター後、エルシャドは議会を解散し、戒厳令を宣言し、CMLAの地位に就き、憲法を一時停止し、政治活動を禁止した。エルシャドは、バングラデシュの穏健で非同盟の外交政策を再確認した。
1983年12月、エルシャドは大統領に就任した。その後の数か月間、彼は公の秩序に対する潜在的な脅威に対処しながら選挙の公式を模索した。
1986年1月1日、大規模な公開集会を開催する権利を含む完全な政治的権利が回復した。同時に、戒厳令からの移行のためのエルシャドの政治的手段として設計されたジャティヨ（人民）党（JP）が設立された。エルシャドは陸軍幕僚長を辞任し、1986年10月に大統領に選出された。（BNPとALの両方が反対候補者を立てることを拒否した。)
1987年7月、野党は政府の政策に反対して初めて団結した。同時にエルシャドは、11月に非常事態を宣言し、12月に議会を解散し、翌年3月に新しい議会選挙を開く予定とした。同年、人口と環境問題への貢献が認められ、1987年に国連の人口賞を受賞した。
主要な野党は全て参加を拒否した。エルシャドの党は300議席のうち251議席を獲得した。参加した他の3つの政党、および多数の独立した候補者が残りの議席を共有した。この議会は、イスラム教を国教にする物議を醸す修正を含む、多数の立法案を可決した。
1990年半ばにはエルシャドの独裁に対する反対運動が巻き起こった。同年11月以降、ゼネストやキャンパス抗議の増加、公の集会などといった民衆蜂起が激化し、1990年12月6日に辞任した。その後エルシャドは汚職で有罪判決を受け、懲役刑に服した。
2019年6月26日、体調が突然悪化し、6月29日にダッカの複合軍病院に入院した。2019年7月14日に同病院で死去。89歳没。 国葬は死去から2日後に行われた。